# 施特鲁克多夫
施特鲁克多夫是德国石勒苏益格－荷尔斯泰因州的一个市镇。总面积7.30平方公里，总人口249人，其中男性125人，女性124人（2011年12月31日），人口密度34人/平方公里。